# T-35
El T-35 va ser un tanc soviètic pesat multitorreta del període d'entre guerres i principis de la Segona Guerra Mundial amb una producció i servei limitat en l'Exèrcit Roig. Va ser l'únic tanc pesat amb cinc torres del món en entrar en producció però va resultar ser lent i mecànicament poc fiable. Molts dels T-35 que romanien en actiu
a l'inici de l'Operació Barbarroja es van perdre a causa de fallades mecàniques al lloc de combat.

## Producció
El T-35 va ser produït per l'Oficina de Disseny OKMO de la Fàbrica Bolshevik, que va començar a treballar en el vehicle en 1930. Dos equips van desenvolupar dos dissenys diferents. L'equip liderat per l'enginyer alemany Grotte va treballar en un disseny d'un carro de 100 tones amb quatre torretes, armat un canó naval de 107 mm, usant servo-controls pneumàtics i suspensió pneumàtica, projecte que va ser posteriorment cancel·lat.
El concepte d'un gran carro multitorreta era desenvolupat per diversos països europeus entre els anys 1920 i 1930. Existien dissenys a Anglaterra, França i Alemanya. El segon equip liderat per N. Tsiets va treballar en un carro inspirat en el Vickers A1E1 Independent.
El juliol de 1932 un prototip de 35 tones armat amb un canó|gorja de 76,2 mm es va completar. Posteriorment se li van afegir 4 torretes armades amb dos canons|gorges de 37 mm i dos metralladores. Aquest primer prototip tènies seriosos defectes en la transmissió i va ser considerat massa complex i car per a la producció en massa. Es va construir un nou prototip més simple.
La idea d'un tanc multitorreta implicava molts dubtes i problemes sobretot. Els canons que disparessin en sentits diferents tendien a forçar els components mecànics del tanc, que a causa del retrocés, fàcilment s'avariava, però a més, el pes de les torres i dels motors de cada torre afegien pes que se'l treia al blindatge. Amb la Guerra Civil Espanyola, els soviètics es van adonar de la poca protecció dels seus carros i es van afanyar a protegir-los millor. Es diu que Stalin en veure el T-35 va dir que li traguessin alguna torre i que aquest mateix pes el posessin en protecció.
El nou prototip tènia un nou motor, nova caixa de canvis i una transmissió millorada. Es va prendre la decisió d'estandarditzar les torretes amb les usades en el model T-28.
l'11 d'agost de 1933 el T-35 va ser acceptat per a la producció. La seva fabricació va ser encarregada a la Fàbrica Malyshev a Jarkov on es van produir dues sèries de deu vehicles.
L'experiència guanyada amb la construcció dels dos prototips va ser usada a la producció del model principal el 1935 que va ser millorat amb un xassís més llarg i uns canons de 45 mm en lloc dels de 37 mm. Es va reprendre la producció el 1935 i al voltant de 35 unitats s'havien construït el 1938. En general es van anar introduint petites millores durant tota la seva producció.
A causa de l'alt cost de producció i falta de fiabilitat, aquesta es va detenir havent-se produït només 61 unitats.

## Combat
El T-35 va servir en la 5a Brigada de Tancs Pesats a Moscou principalment en parades militars des de 1935 fins a 1940. El juny de 1940 es va decidir retirar els carros del servei en la línia del front amb les opcions de convertir-los en unitats d'artilleria pesant autopropulsada o assignar-los a acadèmies militars. Es va prendre la decisió de continuar usant-los en combat i els vehicles supervivents es van reunir en els Regiments 67 i 68 de la Divisió Cuirassada 34 del 8è Cos Mecanitzat amb base a Kíev.
Durant l'operació Barbarroja el noranta per cent dels T-35 perduts pels Regiments 67 i 68 es va deure a errors mecànics, sent el més usual les avaries en la transmissió. L'última acció registrada dels T-35 va tenir lloc en els primers moments de la batalla de Moscou. Posteriorment quatre dels vehicles supervivents van ser usats amb finalitats d'instrucció a la rereguarda. Un d'ells aquesta exposat al Museu del Tanc de Kubinka, en les proximitats de Moscou.